# امیرخانلو
امیرخانلو یک روستا در ایران است که در دهستان قشلاق غربی واقع شده‌است. امیرخانلو ۱۳۵ نفر جمعیت دارد.